# Seress Géza
Seress Géza, 1956-ig hivatalosan Steiner (Losonc, 1904. december 11. – Budapest, 1957. június 13.) újságíró, szerkesztő, Köves András öccse.

## Élete
Steiner József és Hammelmüller Szidónia (1875–1940) gyermekeként született. Tanulmányait a párizsi Sorbonne Egyetem francia szakán végezte, s ott-tartózkodása alatt lefordította franciára és 1933-ban kiadatta Korvin Ottó kommunista politikus naplóját. Visszatért a magyar fővárosba és 1935-ig nyelvtanárként dolgozott. Ezt követően Csehszlovákiába ment, ahol tagja lett a kommunista pártnak, s 1939-ig a Vörös Segély prágai Solidaritas című lapjának felelős szerkesztője volt. 1939-től Magyarországon tartózkodott, 1942-től illegalitásban. 1944-ben Jugoszláviába szökött, ahol részt vett a partizánharcokban. 1945 után a Szikra Könyvkiadó felelős szerkesztője, 1948–49-ben a Magyar Távirati Iroda moszkvai tudósítója volt. 1949-ben koholt vádak alapján börtönbe zárták, s öt évvel később, 1954-ben rehabilitálták. 1954–55-ben a Szépirodalmi Kiadónál felelős szerkesztője, majd nyugdíjba vonulásáig, 1956 tavaszáig az Új Magyar Könyvkiadó irodalmi vezetője volt.
Felesége Fuchs József és Schreiber Klára lánya, Amália (1902–1980) volt, akivel 1929. május 4-én Budapesten kötött házasságot. Fuchs Amália tanítással, lektorálással és műfordítással is foglalkozott.

## Művei
- A magyar szabadságért. A magyar kommunista párt vértanúi. (Szikra Könyvkiadó, Budapest, 1946)

## Díjai, elismerései
- Magyar Szabadság Érdemrend bronz fokozata (1948)